# 감자칩

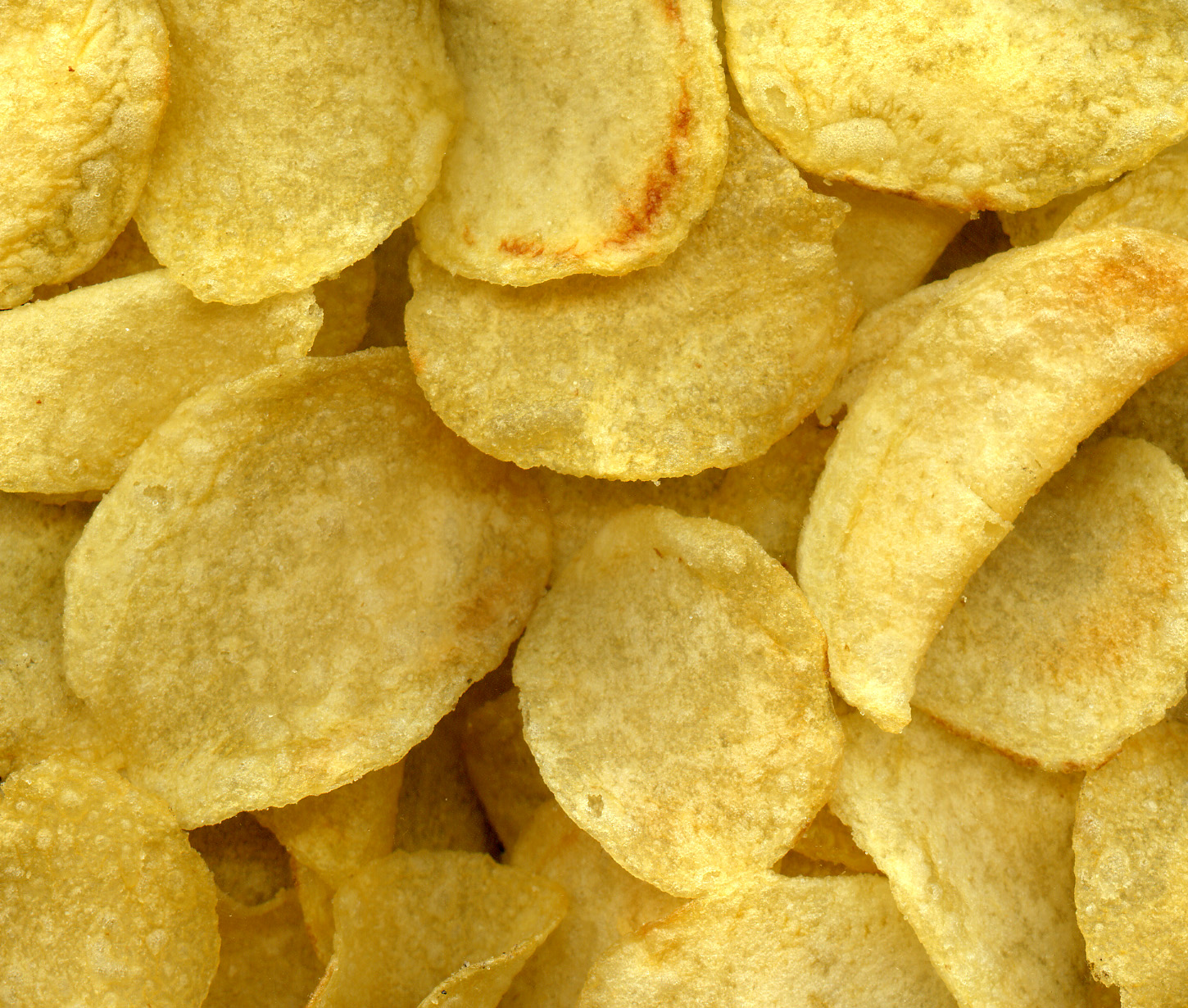
감자 칩

감자칩(--chip, 문화어: 튀김과자)은 감자로 만든 대표적인 과자의 일종으로, 일반적으로는 감자를 얇게 썰어 기름에 튀긴 음식이다. 감자칩은 포테이토칩(미국 영어: potato chip)으로도 불린다. 영국에서는 "포테이토 칩"이 감자튀김을 가리키며, 감자 칩은 "포테이토 크리스프(영국 영어: potato crisp)로 부른다.

## 유래
오늘날의 감자칩과 비슷한 모양의 최초의 레시피는 1817년 출간된 윌리엄 키치너의 책 The Cook's Oracle에 언급되며 영국과 미국에서 베스트셀러였다.
감자 칩은 1853년 8월 24일, 미국 뉴욕주의 조지 크럼(George Crum)에 의해서 만들어졌다고 전해지고 있는데, 다음과 같은 일화가 알려져 있다. 어느 날 조지 크럼이 일하는 사라토가 스프링스(Saratoga Springs)라는 레스토랑에서 한 손님이 감자 튀김이 두껍다며 자꾸 새로 만들어 오라는 요청을 하자, 이에 화가 난 크럼은 포크로 찍을 수 없을 정도로 얇게 감자를 튀겨서 약올리려고 하였다. 그러나 그 손님은 얇은 감자 튀김 요리에 대해서 만족했다고 한다. 이 요리는 ‘사라토가 칩(Saratoga Chip)’이라는 이름으로 불렸으며, 뉴잉글랜드 지방의 대표적인 요리가 되었다. 그러나 조지 크럼이 사라토가 칩을 만들어 판매하기 이전에도 영국과 미국에서는 이미 감자 칩의 기원이 되는 요리법이 1812년 윌리엄 키치너(William Kitchiner)의 베스트 셀러 책인 "The Cook's Oracle"으로 널리 알려져 있었다. 조지 크럼이 감자 칩을 처음 만들었다고 와전된 이유는 인기를 끌었던 광고 때문이었다고 한다.

## 만드는 법
1. 감자를 준비한다(기다랗고 수분기가 비교적 적은 러셋 감자를 사용하는게 좋다). 보통 주먹만한 크기의 감자 1개로 시판되는 감자 칩의 3~4정도를 만들 수 있다.
2. 감자를 물에 씻은 후 싹을 제거하고 껍질을 벗겨낸다.
3. 감자를 1.6mm로 최대한 얇게 썬다. 채칼이나 감자칼을 이용하면 편리하다.
4. 물에 30분 정도 담가둬서 전분기와 당분을 제거한다. 그 후 감자를 꺼내고 물기를 잘 닦아낸다.
한국에서 주로 생산되는 감자는 전분과 당분 함량이 높아서 물에 담가두지 않으면 눅눅해지고 검게 갈변할 우려가 있기 때문에 물에 담가주는 것이 좋다. 미국산 감자같은 전분,당분 함량이 낮은 감자는 이 과정을 생략할 수 있다. 그리고 물기를 잘 닦아내어야 물기 때문에 기름이 튀는 것을 방지하고 바삭바삭한 질감을 살릴 수 있다.[출처 필요]
5. 170~180°C의 기름에 30초 정도 튀긴다.
6. 채로 건져낸 후 기름기를 빼낸다. 보통 키친타올 위에 올려서 기름기를 뺀다.
7. 튀겨낸 감자 칩에 기호에 따라 적정량의 소금 및 조미료를 뿌린다.
8. 완성된 감자 칩을 보관을 위해 통을 넣은다.

전자레인지와 오븐을 이용하는 방법도 있다. 기름에 튀기는 대신 전자레인지와 오븐에 넣고 1~2분가량 가열하는 방법인데 기름을 쓰지 않기 때문에 느끼하지 않고 담백한 맛이 난다. 조리시 주의할 점은 꼬챙이를 끼우거나 석쇠 등에 얹어서 최대한 접촉면이 닿지 않도록 해야한다. 이는 감자 칩이 접촉면에 눌러 붙는 것을 방지하기 위함이다.

## 대한민국의 감자 칩 기업

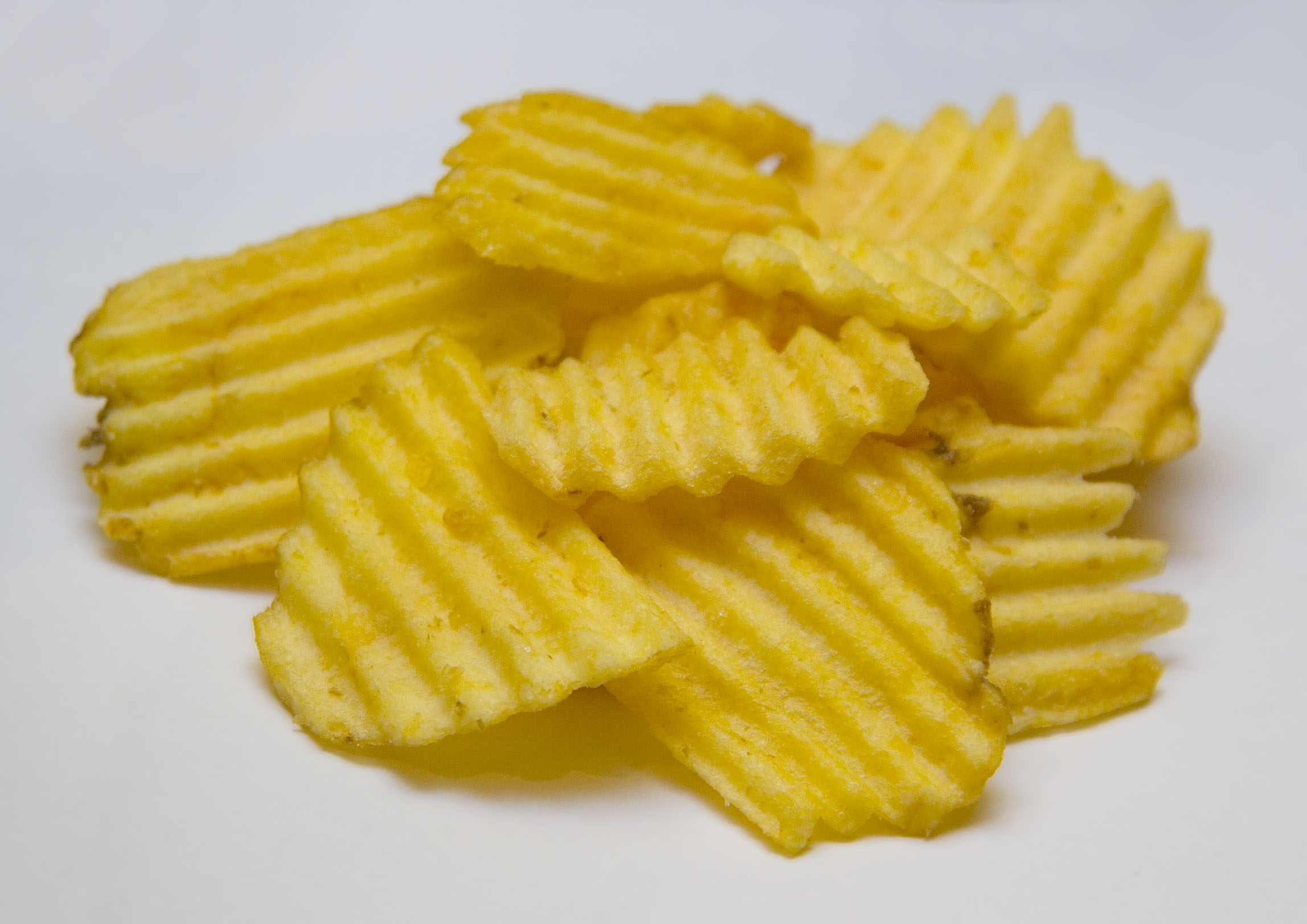

과자는 재료와 생산 방식 등에 따라 크게 스낵, 비스킷, 웨이퍼(‘웨하스’류), 쿠키 등으로 나뉜다.
1987년 비스킷류를 제치고, 스낵류(튀긴 과자)가 처음 과자 매출 1위를 했다. 스낵의 대부분은 밀가루, 옥수수로 만든 제품으로, 그 뒤를 잇는 감자가 차츰 지분을 늘리고 있다.
국내 생산 첫 감자 칩은 1973년 삼양라면 ‘감자 칩’으로 추정되는데, 원물을 그대로 튀기는 방식은 아니었다. 첫 생감자 칩은 1980년 농심에서 나온 ‘포테토칩’이고, 1988년 오리온의 '포카칩'이 출시되며 본격적인 감자 칩 시장이 열렸다.
여러 재료를 배합하는 다른 스낵과 달리, 감자 칩은 원물을 직접 가공해 단가는 높고, 영업이익률은 낮은 편이라고 한다.
감자 칩은 생감자를 사용한 생감자 칩과 감자 가루나 으깬감자를 사용한 성형감자 칩으로 나뉜다. 생감자 칩의 대표되는 브랜드는 다음과 같다: 포테토칩(농심), 수미칩(농심), 포카칩(오리온), 스윙칩(오리온), 생생칩(해태)이다. 성형감자 칩의 경우 프링글스(P&G)와 같은 해외 감자 칩이 있다.
- 포테토칩: 1980년 국내 최초로 출시된 생감자 칩으로, '대서' 종자를 쓴다.
- 수미칩: 껍질이 얇아 흠집이 잘 나는데다가 당분이 많아 튀기는 과정에서 변색도 쉬워 가공용으로는 부적합하다는 '수미' 종자 감자를 진공 상태를 이용해 보통 감자 칩보다 섭씨 50도가량 낮은 130도에서 튀기는 공법을 농심이 개발해 2010년부터 판매한 감자 칩이다.[5]
- 포카칩: 국내 감자 칩 점유율이 가장 높은 감자 칩이다. 오리온이 2000년 개발한 '두백' 종자를 사용한다.[7]
- 스윙칩: 웨이브 모양을 가진 생감자 칩이다. '두백' 종자를 이용한다.
- 생생칩: 해바라기유로 만든 생감자 칩이다.
- 프링글스: 해외에서도 유명한 성형감자 칩이다. 감자분말을 쓰는 성형감자 칩은 난이도가 비교적 낮은 편으로, 반죽 과정에서 맛을 내기도 비교적 쉽다고 한다.
- 허니버터칩: 일반 감자 칩의 짠맛보다는 단맛을 강조한 감자 칩으로, 2014년 출시되자마자 큰 인기를 끌었다. 잠시나마 감자 칩이 옥수수스낵 매출을 앞서는 일이 일어났다.
- 로이즈 초콜릿 포테이토칩: 초콜릿을 입힌 감자 칩이다.

## 같이 보기
- 새우 칩
- 감자